# Брестовець
Брестове́ць (болг. Брестовец) — село в Плевенській області Болгарії. Входить до складу общини Плевен.

## Населення
За даними перепису населення 2011 року у селі проживали 1012 осіб.
Національний склад населення села:
| Національність   | Кількість осіб | Відсоток |
| ---------------- | -------------- | -------- |
| болгари          | 963            | 97,9%    |
| цигани           | 13             | 1,3%     |
| турки            | 3              | 0,3%     |
| інша             | 0              | 0%       |
| не визначились   | 5              | 0,5%     |
| Всього відповіли | 984            |          |

Розподіл населення за віком у 2011 році:
Динаміка населення: